# شورای محله (خیبر پختونخوا)
شورای محله (به انگلیسی: Neighbourhood Council) یک نوع از تقسیمات اداری در ایالت خیبر پختونخوای پاکستان است. خیبرپختونخوا حدود ۵۰۰ شورای محله دارد.